# アルベルト・シュペーア
ベルトルト・コンラート・ヘルマン・アルベルト・シュペーア（ドイツ語: Berthold Konrad Hermann Albert Speer、1905年3月19日 - 1981年9月1日）は、ナチス・ドイツの建築家、政治家。アルバート・シュペーア、アルベルト・シュペールなどとも表記される。
アドルフ・ヒトラーのお気に入りの建築家であり、国民社会主義ドイツ労働者党の主任建築家として、全国党大会会場などの設計を手がけた。
1937年に首都建築総監となり、新首都計画のための権限を掌握した。1942年から軍需大臣を務め、第二次世界大戦におけるドイツ経済に大きな影響をもたらした。終戦後のニュルンベルク裁判では、有期刑の判決を受け、釈放後はナチス時代の証言者として広く知られた。しかし、没後の研究では、証言の信憑性に疑問が持たれている。

## 生涯

### 生い立ち
1905年3月19日正午にドイツ帝国領邦バーデン大公国の都市マンハイムに生まれる。父はアルベルト・フリードリヒ・シュペーア。母はルイーゼ・マティルデ・ヴィルヘルミーネ（Luise Mathilde Wilhelmine、旧姓ホメル（Hommel））。兄にヘルマン（Hermann）、弟にエルンスト（Ernst）がいる。父アルベルト・フリードリヒはマンハイムでも名の知れた裕福な建築家だった。祖父ベルトルトもドルトムントで成功した建築家で、彼がシュペーア家に財をなした。シュペーアが生まれた頃の一家は大変裕福であったので、第一次世界大戦で節約を迫られるまで自家用車を2台保有していた。これらの自動車はシュペーアの少年時代の技術的夢想の中心であったという。シュペーアはマンハイムの上級実科学校では数学で最優秀の成績をとった。そのため初めは数学者になることを夢みたという。しかし父の反対に遭い、父や祖父と同じく建築家の道を歩むことになった。
地方の大学より中央の有名な大学で建築を学ぶ夢は1923年のハイパーインフレーションで断たれ、シュペーアはカールスルーエ工科大学に進学した。1924年、インフレが安定化した頃、より格の高い大学であるミュンヘン工科大学に転学した。1925年、彼はさらにベルリン工科大学に転学している。彼はこの大学で、有名な建築家で機能主義者であったハインリヒ・テセノウの指導の下で学んだ。シュペーアはテセノウを非常に尊敬しており、1927年に彼の試験を通った後は助手となり、テセノウのゼミで週に3日学生に講義を行うなどした。この時期（1928年）、シュペーアは結婚した。テセノウは決してナチズムに賛同しなかったが、彼の学生にはナチズムに賛同するものが多く、学生らはシュペーアにベルリンのビアホールで行われる党集会に行くよう勧めた。

### ナチ党入党

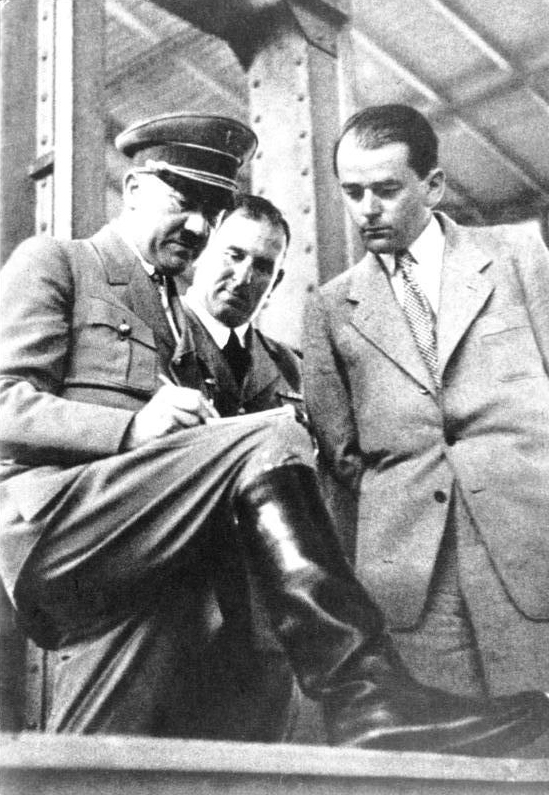
会場設計視察中のヒトラー、シュペーア及びニュルンベルク市長ヴィリー・リーベル（中央）（1933年撮影）。前年に党員となったシュペーアは、党政権獲得後の5月に開かれた大集会の会場設計を依頼され、その斬新な演出で一躍脚光を浴びた。

シュペーアは1930年12月のビアホールでの党集会に参加したが、後に、当時は若者の一人として政治にはあまり関心も知識もなかったと主張している。彼はこの時にヒトラーをはじめて見たが、党のポスターに描かれているような茶色の制服姿ではなく身なりのきちんとした青いスーツ姿で参加していたことに驚いた。シュペーアはこのときヒトラーの説く、共産主義の脅威やヴェルサイユ条約の破棄といった問題への解決方法に影響されたこともさることながら、何よりヒトラーという人物に強い影響を受けたと述べている。数週間後、シュペーアはまた党集会に出席したが、このときの司会はヨーゼフ・ゲッベルスであった。ゲッベルスが聴衆を逆上に追い込み感情を煽るやり方にシュペーアは嫌な思いをさせられたものの、ヒトラーから受けた強い印象を忘れることができなかったという。1931年3月1日、彼は国民社会主義ドイツ労働者党（ナチ党）に入党した。党員番号は 474,481 であった。党内で数少ない自家用車の所有者として国民社会主義自動車軍団（NSKK）に入団した。
1932年春に助手としての給料が下げられ、更に助手の期限が切れたのを機にシュペーアはテセノウの下を離れ、ベルリンからマンハイムに戻った。マンハイムで建築家として独立して仕事を始めた。しかし父親から回してもらった貸し店舗の改築ぐらいしか仕事はなかったという。
1932年7月、ナチ党の選挙運動のためにベルリンへ赴いた際、ナチ党ベルリン大管区組織部長カール・ハンケ（シュペーアは彼の別荘の改築を無償で請け負った事があった）がベルリンの党大管区の建物の改修を計画していたベルリン大管区指導者ヨーゼフ・ゲッベルスにシュペーアの事を紹介した。これがシュペーアにとって重大な転機となった。シュペーアはこの仕事に熱心に取り組んだ。ゲッベルスはこの時期11月6日の国会議員選挙の選挙活動に忙しく、たまに視察に現れるぐらいであったが、改築作業が終わった後にはシュペーアに宛てて「非常に短い期間であったにもかかわらず、貴殿が改築を期限内に終わらせ、その結果すぐに新しいオフィスで選挙活動に邁進できた事を、我々は極めて心地よく感じている。」と書いて送っている。
この仕事が終わった後、シュペーアはマンハイムに戻った。1933年1月30日のアドルフ・ヒトラーの首相就任もマンハイムで聞いた。1933年3月に宣伝大臣秘書官カール・ハンケから再びベルリンに招集され、宣伝大臣ゲッベルスの国民啓蒙・宣伝省の建物改修を任せられた。

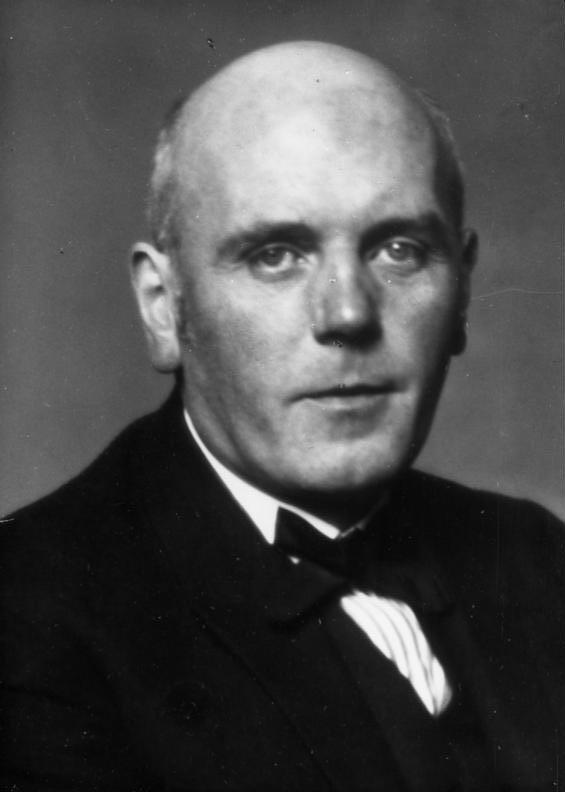
ヒトラー初期のお気に入り建築家、パウル・ルートヴィヒ・トロースト。ヒトラーは自らも建築家でありたいと思っていたが、大家のトローストには意見しにくく、共同作業が可能な若いシュペーアを歓迎した。

ゲッベルスはシュペーアの仕事ぶりに感銘を受け彼をヒトラーに紹介し、ヒトラーは彼のお気に入りの建築家である新古典主義建築家のパウル・トロースト教授が行なっていた総統官邸の改修を手伝うよう命じた。シュペーアはヒトラーの依頼に応え、総統官邸のうちヒトラーが大衆の前に姿を見せるためのバルコニーを追加するという貢献を見せた。シュペーアはこうしてヒトラーの内輪の仲間の重要な一員かつ親しい友人となり、ナチ党の中でも独特の地位を得た。シュペーアによれば、ヒトラーは官僚的と見た人物には強い軽蔑を隠さず、一方でシュペーアのような芸術家の仲間たちには、彼自身がかつて建築や芸術への野心を持っていたためにある種の絆を感じたのか、非常に尊敬した態度を見せていた。

### 党主任建築家

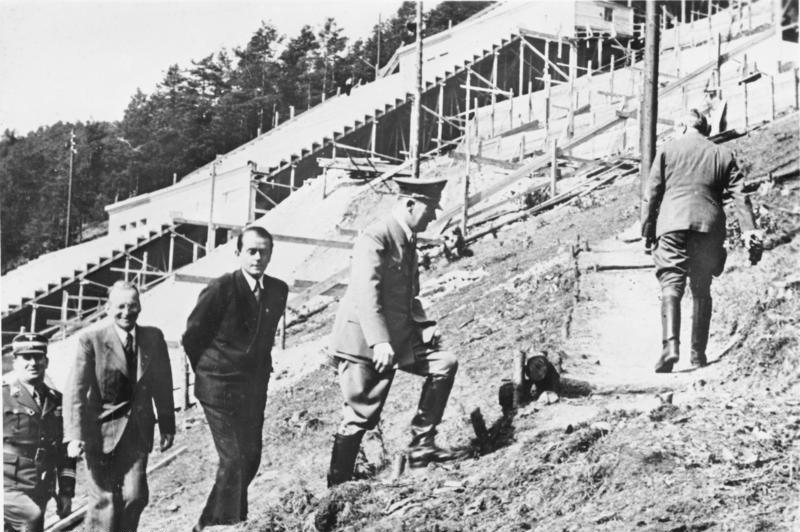
ヒトラーと「ドイツ・スタジアム」の建設現場を視察するシュペーア（1938年3月21日）

1934年1月21日にトローストが死去し、シュペーアが党主任建築家の地位を引き継いだ。主任建築家となってからの彼に与えられた初期の仕事は、レニ・リーフェンシュタールの映画『意志の勝利』の舞台となり、彼の業績の中でももっとも有名なニュルンベルクの党大会会場であった。自伝で彼は、最初のデザインではパレード会場がまるで「射撃祭」に見えてしまうと自嘲気味に語っている。彼は一からデザインを作り直し、党大会広場の設計図を完成させた。
広場は古代アナトリアのヘレニズム期の建築、「ペルガモンの大祭壇」（ベルリンのペルガモン博物館に収められているもの）のドーリア式建築を参考とし、これを24万人を収容できる巨大な規模に拡大したものであった。1936年の党大会では、シュペーアはパレード会場を130基の対空サーチライトで囲み、夜間には垂直に照射して光の大列柱を作り出した。この「光の大聖堂」（Lichtdom）のヴィジュアルインパクトは今も語り草となっている。以後1938年まで毎年9月、この会場はニュルンベルク党大会のために使用された。シュペーアはニュルンベルクで他にもさまざまなナチ党の建築を計画したが、殆どは実現しなかった。例えば、オリンピックに代わる競技大会の会場となる、40万人収容のスタジアム、「ドイツ・スタジアム」（Deutsches Stadion）はその一例である。
これら党建築の設計に当たり、シュペーアは「廃墟価値の理論」（Ruinenwerttheorie）を創案した。ヒトラーが熱烈に支持したこの理論によれば、今後新築されるすべての建築は、数千年先の未来において美学的に優れた廃墟となるよう建築されるべきだということであった。古代ギリシア・古代ローマの廃墟がその文明の偉大さを現代に伝えているように、ナチスドイツが残す廃墟は第三帝国の偉大さを未来にまで伝えるべきものであった。この理論から、鉄骨構造や鉄筋コンクリートによる建築よりも、記念碑的な石造建築が多く生み出されることとなった。
1937年にはシュペーアはパリ万博のドイツ館を手がけた。この建物は、スターリン様式を代表する建築家ボリス・イオファンが手がけたソ連館の正面にあり、ソ連館よりも僅かに高い。両館はそのデザインにより金メダルを同時受賞している。
シュペーアには、同じくヒトラーお気に入りの建築家であるヘルマン・ギースラーという建築上のライバルがおり、二人は建築上の問題やヒトラーからの関心を惹くためにたびたび衝突していた。
- 党大会広場のうち、パレードが行われる「ツェッペリンフェルト」に設けられた大観覧席
- ニュルンベルク党大会
- 「光の大聖堂」
- パリ万博のドイツ・パビリオン

### 帝国首都建設総監

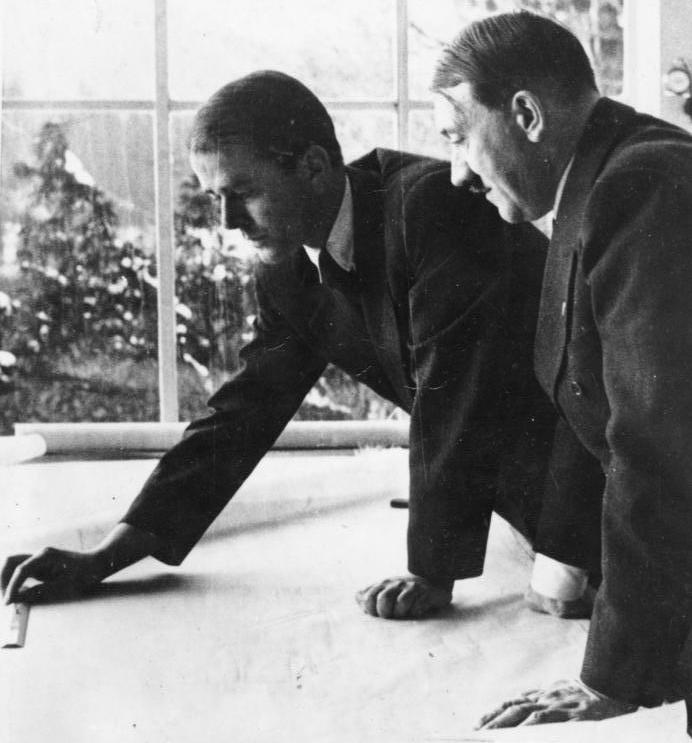
ヒトラーとシュペーア（1938年）。副官のR.シュッビッツィは「シュペーアが訪ねてくるとヒトラーは恋人を迎えたかのように他の仕事を放置して時間を割き、何時間も互いに建築図の線を引いたり消したり実に楽しそうで羨ましかった」と証言している

1937年1月30日、シュペーアは帝国首都建設総監（ドイツ語: Generalbauinspektor für die Reichshauptstadt、GBI）に任ぜられ、大ドイツの首都にふさわしくベルリンを改造するメガロマニアックな首都改造計画「ゲルマニア計画」の統括責任者となった。
ベルリン市街は、ブランデンブルク門や国会議事堂の西寄りに建設される、長さ 5 km の巨大な南北軸（Nord-Süd-Achse）の大通りに沿って再編成され、巨大な新古典様式の政府機関ビルや大企業本社ビルが通りの両側に並べられ、北端には「国民ホール（en:Volkshalle）」と呼ばれる大会堂が建つことになっていた。これはローマのサン・ピエトロ大聖堂の大ドームに基づく巨大ドーム建築であったが、高さ 200m 以上、直径 300m と、サン・ピエトロ大聖堂の17倍大きなドームが予定されていた。
南北軸の南端には凱旋門が計画されたが、これもパリのエトワール凱旋門を基にしながらもさらに巨大なもので、高さは 120m となるはずだった。南北軸の大通りには、南側と北側に巨大な鉄道駅、「南駅」、「北駅」を設ける計画だった。また大通りはたくさんの車線を設けるために幅広く確保して、凱旋門より南へも 40 km に渡り伸びる予定だった。これらの大建築の設計の一部には、ヒトラーが若いころに構想してデッサンに残した建築デザインが使用された。シュペーアの記述（シュパンダウ刑務所で書かれた回顧録）によれば、計画がすべて完成すれば8万軒の建物が立ち退きのために壊されると見られていた。南北軸は実現しなかったものの、ブランデンブルク門を基点とする東西軸（Ost-West-Achse）は着工しており、ティーアガルテンに街灯などが残存している。現在ティーアガルテンに建っている戦勝記念塔も、この計画のために国会議事堂前から移設されたものである。
シュペーアはヴェルサイユ宮殿の鏡の間より2倍長い大ホールのある総統官邸新館を設計した。シュペーアは多くの労働者に過酷な労働を強いて1年足らずで完成させ、その手腕にヒトラーは「わが天才」と称えた。ヒトラーはさらに大きい総統官邸を設計するよう要請したが、これはついに実現しなかった。1939年4月のヒトラー50歳の誕生日前夜に東西幹線道路が開通し、シュペーアはヒトラーへの誕生日プレゼントとして、15年前にヒトラーがスケッチした凱旋門の模型を官邸に用意してヒトラーを喜ばせた。

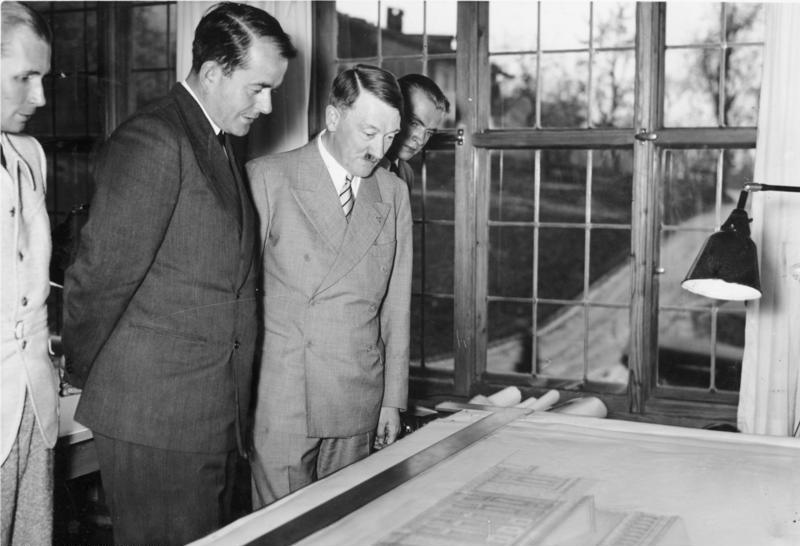
リンツでの新しいオペラハウスの図面を、ヒトラーと協議するシュペーア。（1939年6月21日、ハインリヒ・ホフマンによる撮影）

しかしこの建築計画は当時労働者不足にあえいでいたドイツ経済にとっては負担の大きいものだった。そこでヒトラー、シュペーア、ハインリヒ・ヒムラーらは共同で、強制収容所の囚人たちを労働者として用いる計画を立てた。まずシュペーアがGBIとしての権限で親衛隊の建設資材工場への融資を行い、工場は建設資材で弁済を行うというものであった。また、1938年9月にはベルリン市に2500人のユダヤ人を転居させるよう提案し、彼らはベルリン市郊外の収容所に移転させられた。また、第二次世界大戦中にもユダヤ人たちが住んでいた住居の管轄権を主張している。
1939年の第二次世界大戦開戦により、多くのゲルマニア建設計画は計画のみにとどめ置かれ、一旦着工が見送られることとなった。フランス屈服後の1940年6月25日には、壮大なゲルマニア計画に強い思い入れがあったヒトラーは、建設の再開と前倒しを命令した。しかし1941年12月にはシュペーアは計画の中止を申し出、管轄下にあった労働力を東部での鉄道建設や軍需工業に提供した。その後もヒトラーはベルリン陥落の迫る最期の時まで気にかけていた。総統官邸新館は1945年のベルリン市街戦で大きく損傷し、残った部分も占領軍であるソ連軍によって破壊された。
- 「新ベルリン市」の模型
- 「国民ホール」の模型
- ベルリン・オリンピアシュタディオン
- 総統官邸新館

### 軍需相

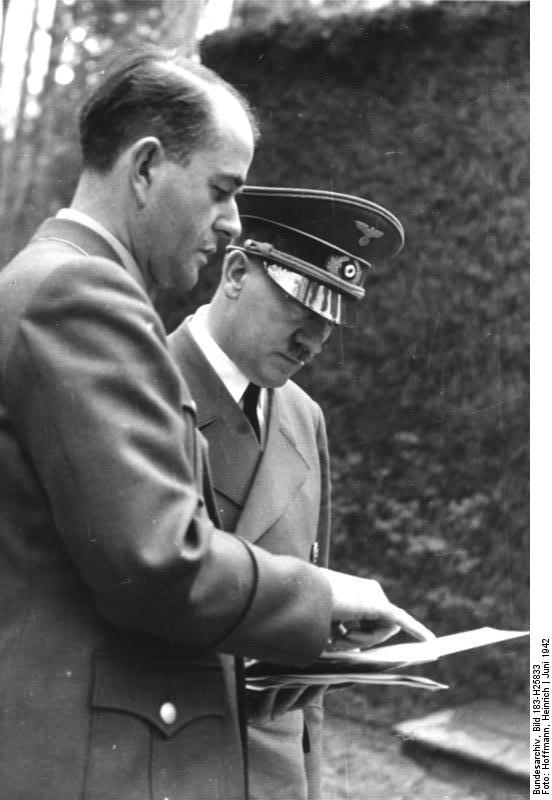
ヒトラーとシュペーア（1942年）

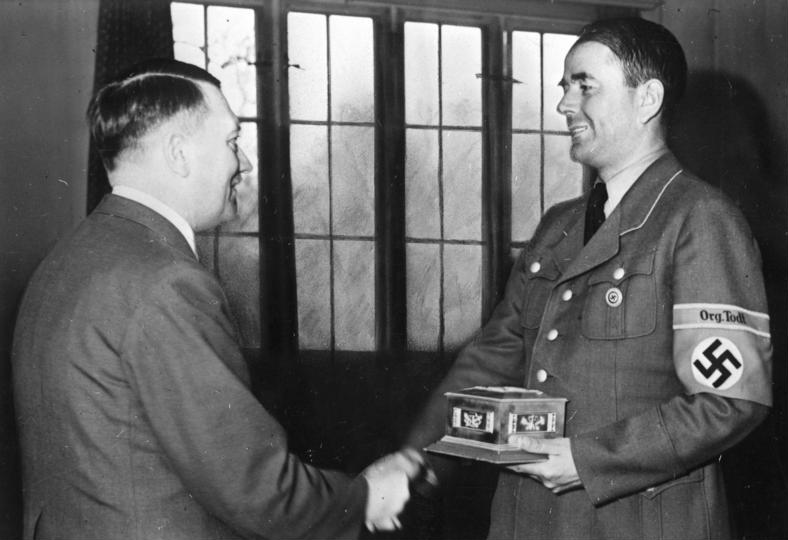
ヒトラーから「フリッツ・トート・リング」を受け取るシュペーア。1943年5月

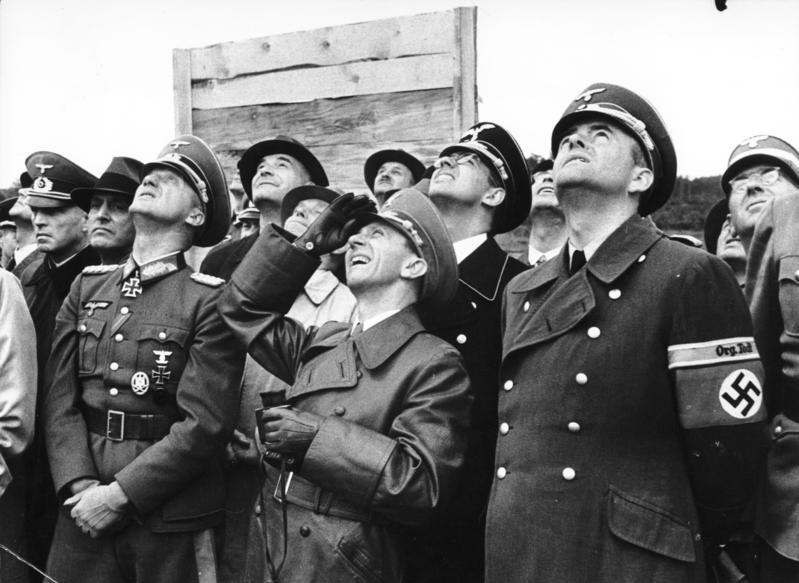
ゲッベルスとシュペーア。1943年8月。シュペーアの働きぶりにイギリス紙は「彼はどんな党派に属しても栄達するだろう。経営管理に秀でた生粋のテクノクラートだ」と評した。

#### 「装甲の奇跡」
1942年2月7日に軍需相（兵器・弾薬大臣）のフリッツ・トートが飛行機事故死した。シュペーアは後任の軍需相（正確には、1942 - 1943年兵器・弾薬大臣、1943 - 1945年軍需・軍事生産大臣）に就任する。はじめは門外漢であると固辞していたが、ヒトラーの熱心な要請に押される形で就任に至った。ヒトラーが若い彼を大抜擢したのは彼が過去の建築プロジェクトでみせた緻密な計画と組織経営力を兼ね備えた優秀なテクノクラートであったからと思われるが、シュペーア本人はヒトラーは指導的地位を素人で固める事を好み、ヒャルマル・シャハトのような専門家閣僚は好まなかったのが原因だろうと分析している。
着任後まもない2月13日には、総合的な軍備計画がシュペーアのもとで計画されることとなった。さらに労働力の統制権限強化を求めて意見書を提出し、フリッツ・ザウケルを労働力配置総監（GBA）にすることに同意した。これまでドイツ経済に強い影響力を持っていた四カ年計画庁と、労働力配置に影響力を持っていたドイツ労働戦線は強く反対したが、ヒトラーはシュペーアの意見に同意した。これにより四カ年計画庁と労働省は労働力配置の全権をザウケルに譲渡したが、そのザウケルも広範囲に軍需省の指揮に従属することとなった。1942年8月には兵器製造指数が半年前に対して27％、戦車は25％、弾薬製造は97％増加した。1943年には更に飛躍的に伸び、「シュペーアの奇跡」や「装甲の奇跡」と呼ばれた。ドイツの軍事生産力は1944年が最大の時期であり、工業生産の40％を兵器が占めていた。
一般的に部品の共通化などの生産体制の効率を推し進め、軍需生産を増大させたのは全てシュペーアの功績であるように言われているが、実は彼が行った政策の殆どは前任者であるトートが既に考えていたものであった。しかしトートは、ヒトラーから政治的に全幅の信頼を寄せられていたシュペーアとは違い、政治的権力を持っていなかったため、各企業や省庁間などの利害関係の調整を纏めきれず、結果的にあまり成果を挙げることができないまま、事故死してしまう。
後任のシュペーアは部品の共通化などの実現に向け関係企業・省庁を纏めあげた。結果的に、生産体制の効率化を見事に達成しただけでなく、図らずも現在の経営工学に通じる斬新な理論を確立した、という2つの大きな功績は、全て彼のものとなった。
また、能率化、コストダウンを重視していたためV2ロケット、ドーラなど、ヒトラーが欲していた高コストで大きな破壊力を誇る兵器よりも小型で使い勝手のいい兵器を作りたがっていた。しかし、建築でこそヒトラーと対等に渡り合ってきたシュペーアであったが兵器に関しては全くの素人であったこともありヒトラーに押し切られてしまい、結局シュペーアの懸念が現実のものとなり新兵器開発計画は頓挫してしまった。そして初めてシュペーアはヒトラーに対し不満を覚えることになり、シュペーアは部下にヒトラーに対する愚痴をこぼしていたと、シュペーアの元部下のW.シェルケスは証言している。

#### シュペーアとホロコースト
1942年9月9日、シュペーアは軍需完成品の生産を、親衛隊に委託した。これは軍需生産を強制収容所で行えるようにするヒムラーの要請に基づくものであった。又シュペーアは一部の工場における労働者を強制収容所の囚人とユダヤ人のみとさせる提案を行っている。これは軍需生産を握ろうとする親衛隊に対し、囚人の配置権を軍需省が掌握しようとする意図によるものと見られている。また9月15日に行われた会談で、5万人のユダヤ人労働者を配置する意図を示したシュペーアに対し、親衛隊経済管理本部オズヴァルト・ポールはアウシュヴィッツ＝ビルケナウ強制収容所の囚人で確保すると述べた。これによりシュペーアは13万人以上の収容を可能とする収容所拡大計画を承認した。
また、ハインリヒ・ヒムラーが1943年にポズナンで「ユダヤ人絶滅」について述べた演説の際、シュペーアは会議の参加者として出席していたかどうかについても議論がある。シュペーアは会議が行われる前に立ち去っていたとしており、その証拠となる文書も提示しているが、それにはシュペーアの署名しかなかった。これはシュペーアがホロコーストへの関与を自ら隠滅しようとしたことを示している。

#### 大戦末期
シュペーアは、度々前線に視察に赴き前線の意見を軍備計画に反映させる事に努めた。大戦末期、シュペーアは資源の備蓄が尽き始めている事を、政府幹部の中で最も痛感している一人であった。1944年1月、シュペーアは心労と過労により倒れ、ベルリン郊外の病院で静養生活に入った。そこで彼は、ヒトラーに疎んじられているとの周囲の雑音に心痛し、ヒトラーに対して辞職を申し出た。
シュペーアはヒトラーの説得を受けて、現職に留まったが、ヒトラーの慰留は半ば脅迫的なものだった。5月になるとシュペーアは心労から立ち直り、現場に復帰した。その頃、米英による軍需施設や生産施設、輸送機関に対する空爆作戦でドイツの生産能力は甚大な被害を受けていた。シュペーアは燃料工場の9割が破壊された事を受け、この時初めて「将来の破局」という直接的な表現を用いて、ヒトラーを戒めた。しかし、シュペーアに限らず部下の悲観的意見には決して耳を傾ける事が無かったヒトラーは、この報告を無視したため、シュペーアは従来通りの仕事を続けざるを得なかった。

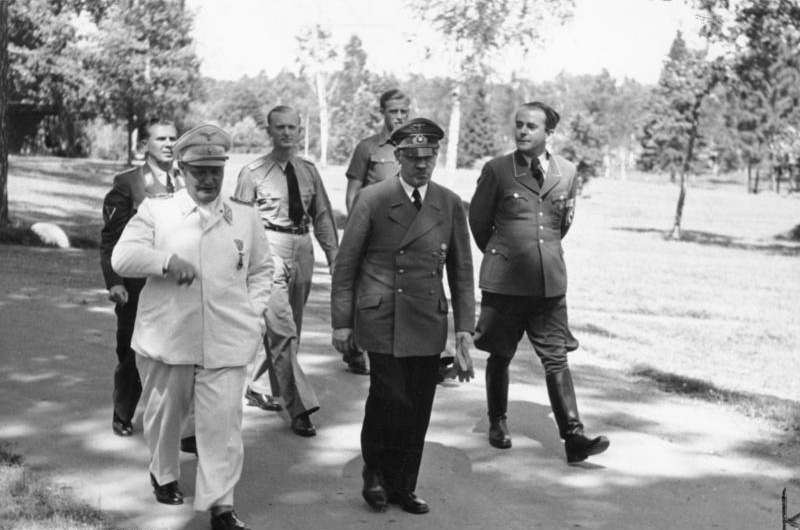
（左から）ゲーリング・ヒトラー･シュペーア（1943年）

1944年10月、イギリス軍やアメリカ軍を中心とした連合国軍によるドイツ西部侵攻が始まった。そしてその冬、ドイツ工業の心臓部ともいえるルール地方が、連合国の激しい砲火によって壊滅した。シュペーアはルール地方を視察に訪れ、もはやドイツに戦争を継続し得るだけの能力がないことを確信し、これまでの「戦争に必要な物資をいかに生産調達するか」という方針から「いかに早く敗戦後のドイツが復興できるか」という方針に転換する事を決意した。
その為、国内の工場や産業を如何に戦火から守るかという事に苦心したが、これはヒトラーら軍幹部の方針とは正反対であった。1945年に入りヒトラーは工場・企業・インフラストラクチャー施設などを破壊するよう命令を下した。シュペーアはヒトラーのこの命令に対して激しく抵抗し、あの手この手でヒトラーにその非を直訴した。一度は翻意したヒトラーであったが、結局焦土作戦は遂行され、戦後ドイツ復興の足枷となった。
この作戦が決行された時のシュペーアの様子について当時の部下は「こんなに激昂したシュペーアを見た事は、いまだかつて無かった」と証言している。また、焦土作戦が決定されたことを受け、反逆罪を覚悟した上で、「3月18日までは戦況の好転に望みをつないでいました。しかし、もうその望みは潰えました。ドイツ国民の生活基盤を破壊する破壊という手段を、総統自ら行使しませんよう」とドイツを破壊するヒトラーを真正面から非難し、焦土作戦の愚を書き連ねた親書を、ヒトラーに手渡した。しかし、ヒトラーは何もなかったかの様に、その手紙のことについては不問とした。その後、シュペーアは戦後復興を目指し、戦後処理に向けた仕事をするためヒトラーとは別に行動するようになった。

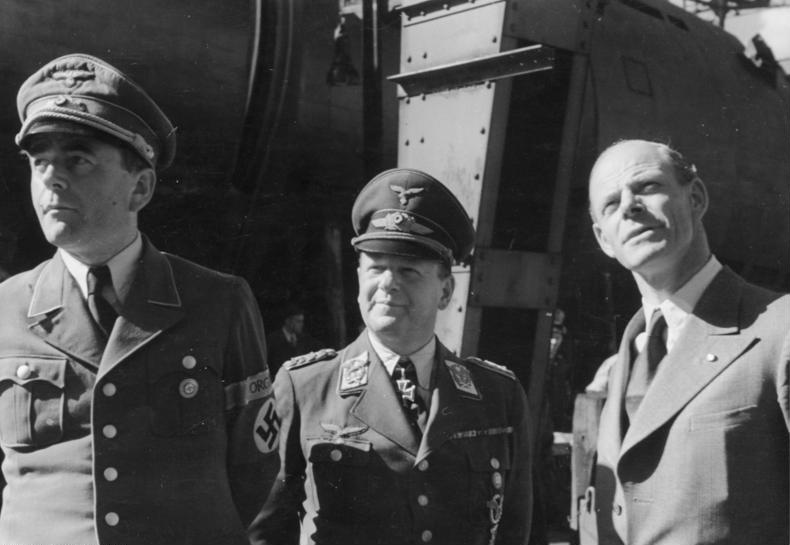
エアハルト・ミルヒ、ウィリー・メッサーシュミットと（1944年5月）

しかし4月23日、ドイツ北部から飛行機で総攻撃真っ只中のベルリン・首相官邸地下壕を訪問し、ヒトラーと会談した。その内容は、シュペーア自身は『緊急の目的』とだけ語り、誰にも詳細を明かすことはなかった。しかし、シュペーアの副官M・V・ポーザーは、シュペーア自身がヒトラーから後継者に指名されることを懸念し、ヒトラーに反対の意を直訴したのではないかと推測している。結局、これが二人の最後の面会となった。
シュペーアはヒトラーが遺書で指名した新内閣の閣僚名簿の中には入っておらず、カール＝オットー・ザウルが後任の軍需相に指名されている。

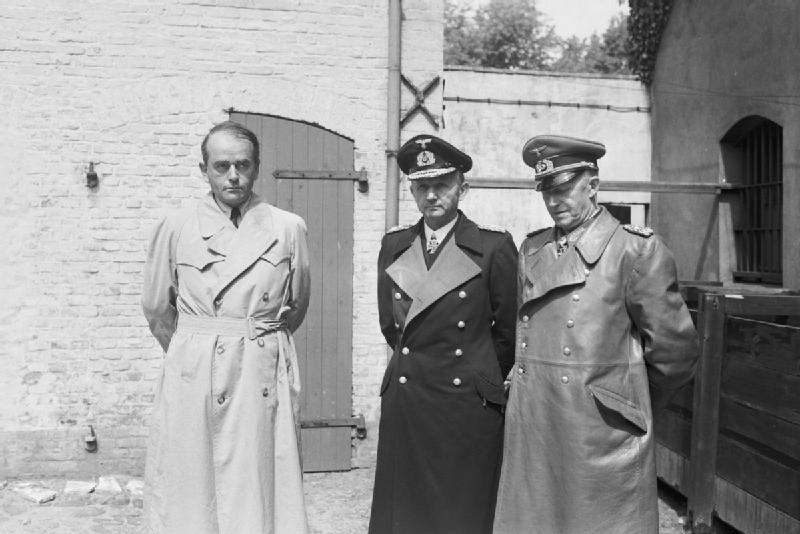
連合軍によるフレンスブルク政府幹部逮捕の際の写真。左からシュペーア軍需相、デーニッツ大統領、国防軍最高司令部総長ヨードル上級大将。

ベルリン脱出後、シュペーアはカール・デーニッツ海軍元帥の元に向かい、ヒトラー自殺後に後継指名されたデーニッツの政府で閣僚（軍需大臣・経済大臣）となった。ドイツ降伏後、シュペーアはハンブルクのラジオ局から演説を行い、「今は敗戦を悲しむよりも、復興のために働くべきだ」と訴えた。連合軍は政府の存在を認めず、5月23日にシュペーアは他の閣僚たちとともに逮捕された。
シュペーアはゲーリングが収容されていたルクセンブルクのモンドルフのパレス・ホテルに送られ、8月中旬までそこで過ごした。その後、他の被告らとともにニュルンベルク裁判にかけるためにニュルンベルク刑務所へと移された。

### ニュルンベルク裁判

#### 開廷まで

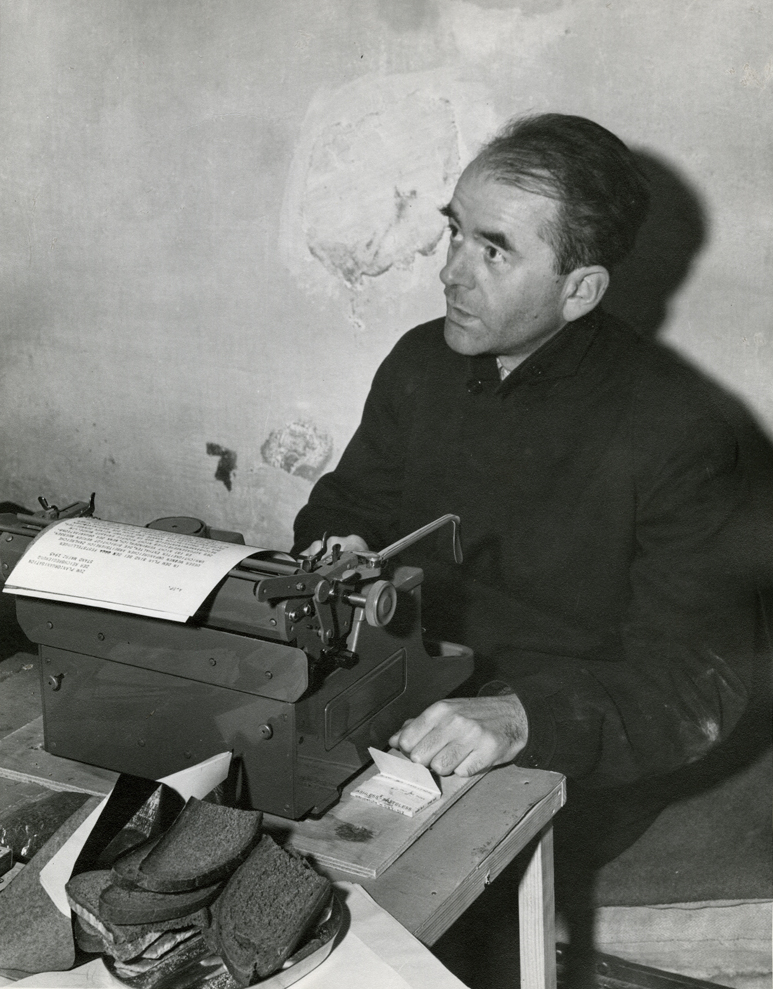
1945年11月24日、ニュルンベルク刑務所の独房のシュペーア。

ニュルンベルク裁判でシュペーアは全ての訴因（第一訴因「侵略戦争の共同謀議」、第二訴因「平和に対する罪」、第三訴因「戦争犯罪」、第四訴因「人道に対する罪」）において起訴された。刑務所付心理分析官グスタフ・ギルバート博士から起訴状の感想を求められるとシュペーアは「裁判は必要である。独裁国家の官僚制度のもとでも、このような恐るべき犯罪に対して共通の責任がある」と述べた。
シュペーアは死刑を回避するには、ドイツの侵略・残虐行為や自分の責任を認めて懺悔し、それによってソ連を除く西側連合国の共感を得る必要があると考えていた。ギルバートもシュペーアの懺悔の態度に好感を持ち、「シュペーアは裁判が始まる前からナチ党政権を支持した罪を認めており、彼の『私はこの裁判で自分の命を救おうとは思っていない』という言葉は本心から出たもののようである」と書いている。この立場は検察側に頑強に抵抗したヘルマン・ゲーリングと対極的であったため、彼は注目を集める被告となった。
また、シュペーアは逮捕された後、アメリカ戦略爆撃チームに貴重な情報を進んで提供した。シュペーアは、アメリカは公然とは認めないが、その情報を日本への空襲に役立てていると確信していた。そのため開廷間近の1945年11月17日には「私は適切な関係者にだけ明かすべき、軍事技術に関するある情報を持っております。ドイツ軍との空中戦で米軍の犯した過ち、二度と繰り返すべきではない過ちを知っているのは私だけです。いかなる産業であれ永久に操業できなくさせる方法も私は知っています。私をソ連の手に渡すべきではありません。私の知識は米国側に留めるべきです。私が死刑になった場合には、その知識が全て消滅してしまう事になります」という手紙をアメリカ主席検事ロバート・ジャクソンに宛てて書いている。

#### 検察側論告

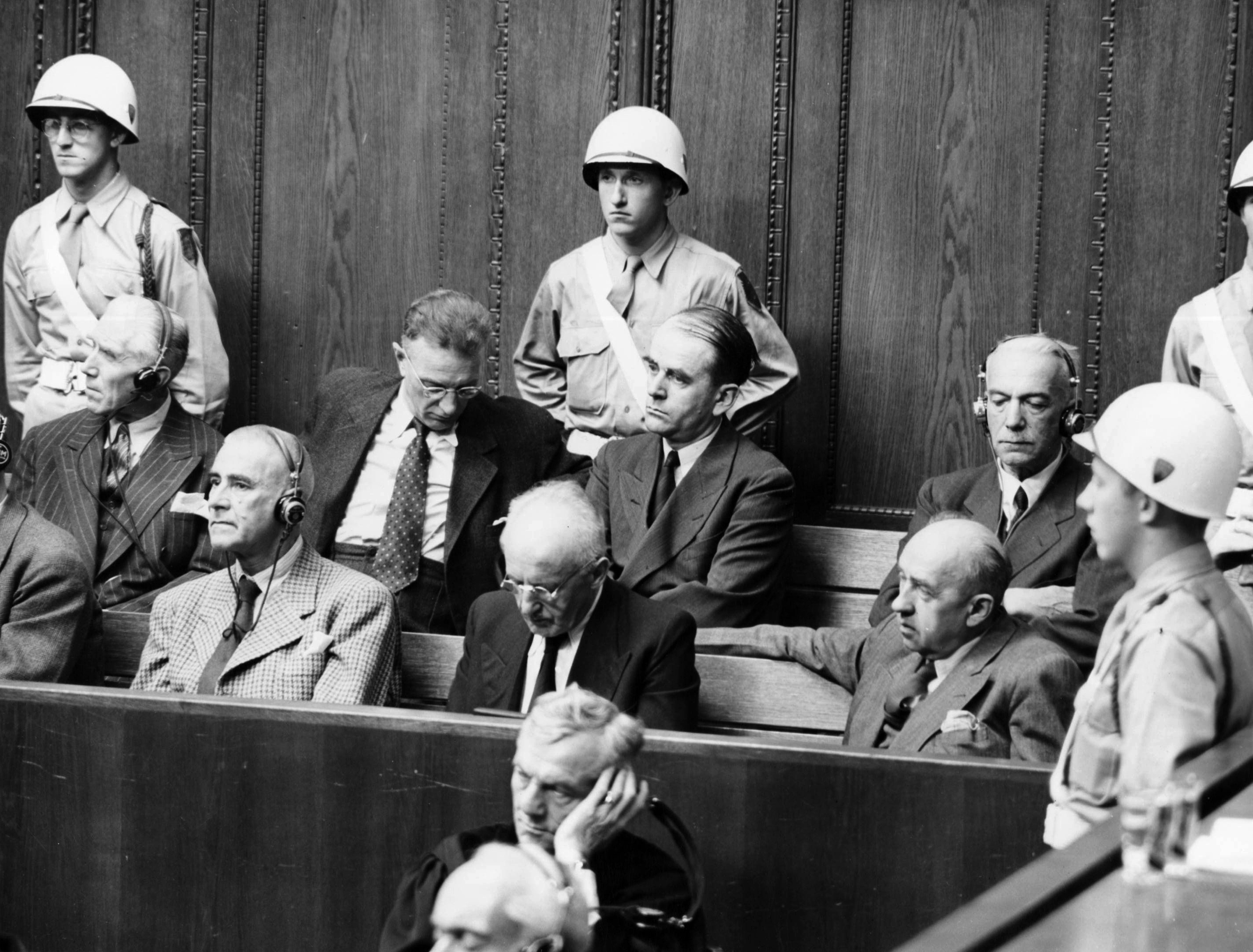
ニュルンベルク裁判被告人席。後列左からフォン・パーペン、ザイス＝インクヴァルト、シュペーア、フォン・ノイラート。

裁判は1945年11月20日から開始された。シュペーアの法廷での席は後列右から3番目だった（左隣はザイス＝インクヴァルト、右隣はフォン・ノイラート）。
ギルバートの回顧によれば、検察が法廷で上映した強制収容所でのユダヤ人虐殺の記録映像にシュペーアはごくりと唾を飲み込んでいたという（一方、ゲーリングは退屈そうに欠伸していたという）。
1946年1月3日には検察側証人として出廷したオットー・オーレンドルフに対してシュペーアの弁護士エゴン・クブショクが反対尋問を行った。クブショクが「シュペーアがヒトラーの焦土作戦を阻止するために行動していたことを知っていますか」と質問すると、オーレンドルフは「知っています」と答えた。ついで「終戦時にシュペーアがヒムラーを連合国に引き渡そうと考えていたことは知っていますか」と質問するとオーレンドルフは「そんな話は一度も聞いたことがありません」と答えた。さらに「1944年7月20日にヒトラーの暗殺を謀った者たちが政府にシュペーアを加えようとしていたことを知っていますか？」という質問にオーレンドルフは「それは知っています」と答えた。そして衝撃を呼んだのが次の質問だった。「シュペーアが戦争末期にヒトラー暗殺を計画していたことを証人はご存知ですか？」。法廷内にどよめきが広がり、被告席のゲーリングはシュペーアを睨んだ。オーレンドルフは「そのような計画は聞いたことがありません」と答えた。ここで休廷となったが、激怒したゲーリングはシュペーアの方に詰め寄り、「なんだってあんな反逆的な事を暴露した？被告人全体の共同戦線が崩れるではないか！」と非難した。シュペーアは「共同戦線ですって!?」と言ってゲーリングを突き放した。
独房に戻ったゲーリングは「この嫌な世の中にも、名誉というものがある。ヒトラーの暗殺だと！全くいい加減にしてもらいたいよ。私は穴があったら入りたいぐらいだった。私なら、たとえ犯罪者ヒムラーであろうと、敵に売り渡そうとは思わない」と怒り心頭だった。翌日の昼食でもゲーリングは「敵が我々に対して何をしようと、私は気にしない。だが、同じドイツ人同士が、互いに裏切るのを見ると胸糞悪い」と怒りを露わにし、顎でシュペーアを指しながら「あの阿呆に、そのことを話してこい！」とフォン・シーラッハに命じた。シーラッハはシュペーアのところへ行き、「貴方がドイツの名誉に傷をつけていることを、ゲーリングが怒っている」と告げたが、シュペーアは「ゲーリングは、ヒトラーが全ドイツ人を破滅に導いている時にこそ、怒るべきだった。ドイツのナンバー2として、彼は手段を講じる義務があった。しかし、彼はヒトラーに対して何もできない臆病者だった。すべきことをしないでモルヒネに溺れ、全ヨーロッパから美術品を略奪していただけの男が、私を非難する資格などない」と反論した。
以来、ゲーリングとシュペーアは不倶戴天の敵となった。ゲーリングはシュペーアを全被告から孤立させようとしたが、シュペーアは逆にゲーリングの被告人統一戦線の破壊を目指した。刑務所付心理分析官グスタフ・ギルバート大尉に「被告人が、一緒に食事や散歩をするのは、良い考えではありませんね。こんなことを許しているから、ゲーリングが叱咤激励して、被告人に統一行動をとらせることが、出来るのです」と告げ口し、刑務所長バートン・アンドラスにその件を報告させた。この結果ゲーリングは2月18日から一人で食事させられることになった。
自身が証言台に立つ日が近づくと、シュペーアは自分の反対尋問をするアメリカ次席検事トーマス・ドッドに「ゲーリングと自分は争っています。ゲーリングは喧嘩腰で検察に反抗する側の代表、自分はナチスの罪を認める側を代表している訳です。ゲーリングの反対尋問をしたのは主席検事のジャクソンでしたが、私に対しては彼の部下である貴方が反対尋問を行うそうですね。貴方には大変失礼ですが、この差を他の被告人が見逃すでしょうか。彼らの目には私がゲーリングより劣っていると映り、彼らを私の方に引き入れるのが一層困難になるのではないでしょうか」と語った。ドッドはこれをジャクソンに報告し、その結果シュペーアの質問はジャクソンが行うことになった。ドッドはジャクソンより有能な検事と評判だったので、シュペーアはゲーリングとの対立を利用して、ジャクソンに変更させたのではないかと噂された。

#### 弁護側尋問

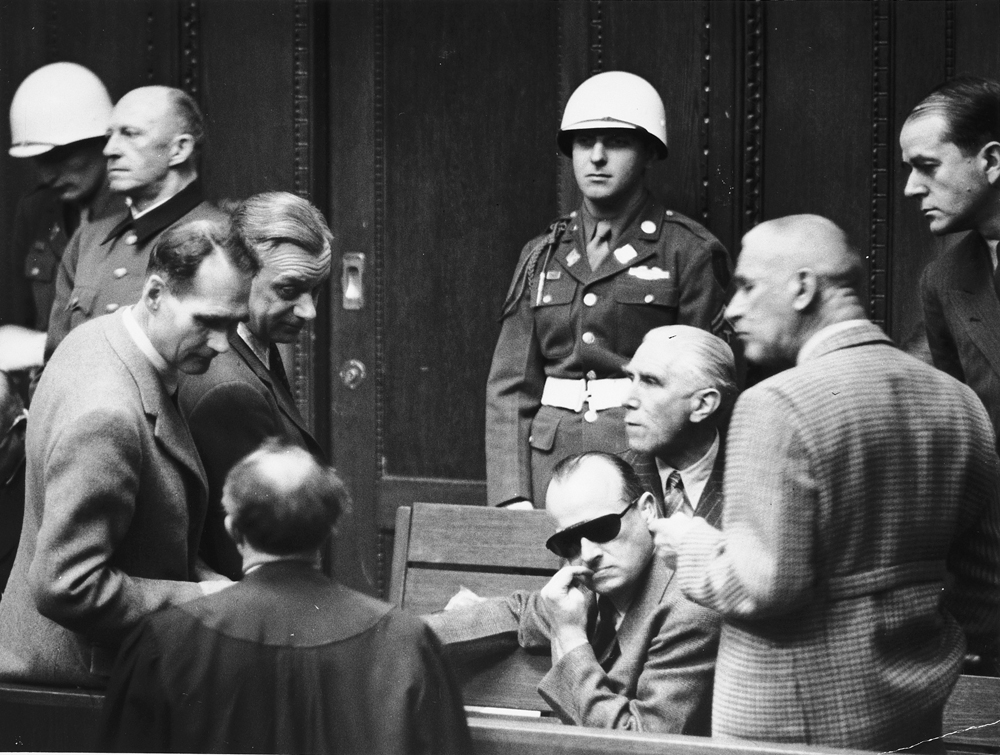
休廷中に弁護士と話し合う被告人たち。一番右端がシュペーア。

1946年6月19日からシュペーアの弁護側尋問が始まり、シュペーアが証言台に立つことになった。
シュペーアはフレックスナー弁護士との事前の打ち合わせで労働力配置総監ザウケルに罪を着せようとしているという印象を判事団に持たれないようにしようと決めていたため、フレックスナーの「ザウケルによる労働力徴収に異議を唱えたか」という質問に対して「異を唱えるどころか、私はザウケルが提供してくれた労働者に関しては、常に彼に感謝していました。人手不足のために軍需生産の目的が達成できないことがしばしばあったので、そんな時には彼に苦情を言いました」と証言した。他方「ザウケルは自分はシュペーアのために活動したと証言しているが、それについて何か言いたいことは？」という質問に対しては「もちろん私は、なによりも軍需生産のための労働力需要をザウケルが満たしてくれることを期待していました。しかし私の望んだ労働力を彼が完全にそろえてくれなかったことから分かる通り、私が彼を支配ないし管理していたわけではありません」と証言した。この証言を聞いたザウケルは飛び跳ねるように反応して自分の弁護士を呼び、異議を唱えようとしたが、弁護士に今は発言できないので堪えるよう説得された。
「侵略戦争の計画・準備に関わったか？」という質問に対しては「自分は1942年まで建築家として働いていたし、それまで自分が建設した物はすべて代表的な平和的建築物でした。これらの仕事は、多くの兵隊を前線勤務から遠ざけることになっただけでなく、膨大な費用と資材を要したので自分の活動によって結局は軍需工場や戦時経済の活動を弱めることになったでしょう」と証言した。
「あなたは『工業技術関係の省』を指揮していたが、自分の責任をその範囲内に収めたいと考えるか？」という質問に対しては「いいえ。今回の戦争は考えられないほど壊滅的な被害をもたらしました。ドイツ国民の被った災厄に関して責任の一端を担うのが、私の義務であることは疑いありません。私はドイツ指導部の重要な一員として全体の責任の一部を引き受けます」と証言した。この発言は判事団に好感をもたれたようだった。
また、自らがヒトラーの焦土作戦指令に反対してドイツ国民再建の基盤を残そうと尽力したことを証言し、さらに1945年2月に戦争を終わらせるためヒトラー暗殺計画を企てたことを証言した。そして、「1945年1月以降に両陣営が払った犠牲は無益なものでした。この間に亡くなった人々は戦闘を継続した責任を負う男を糾弾すべきです」と述べてこの日の証言を終えた。

#### アメリカ検察の反対尋問

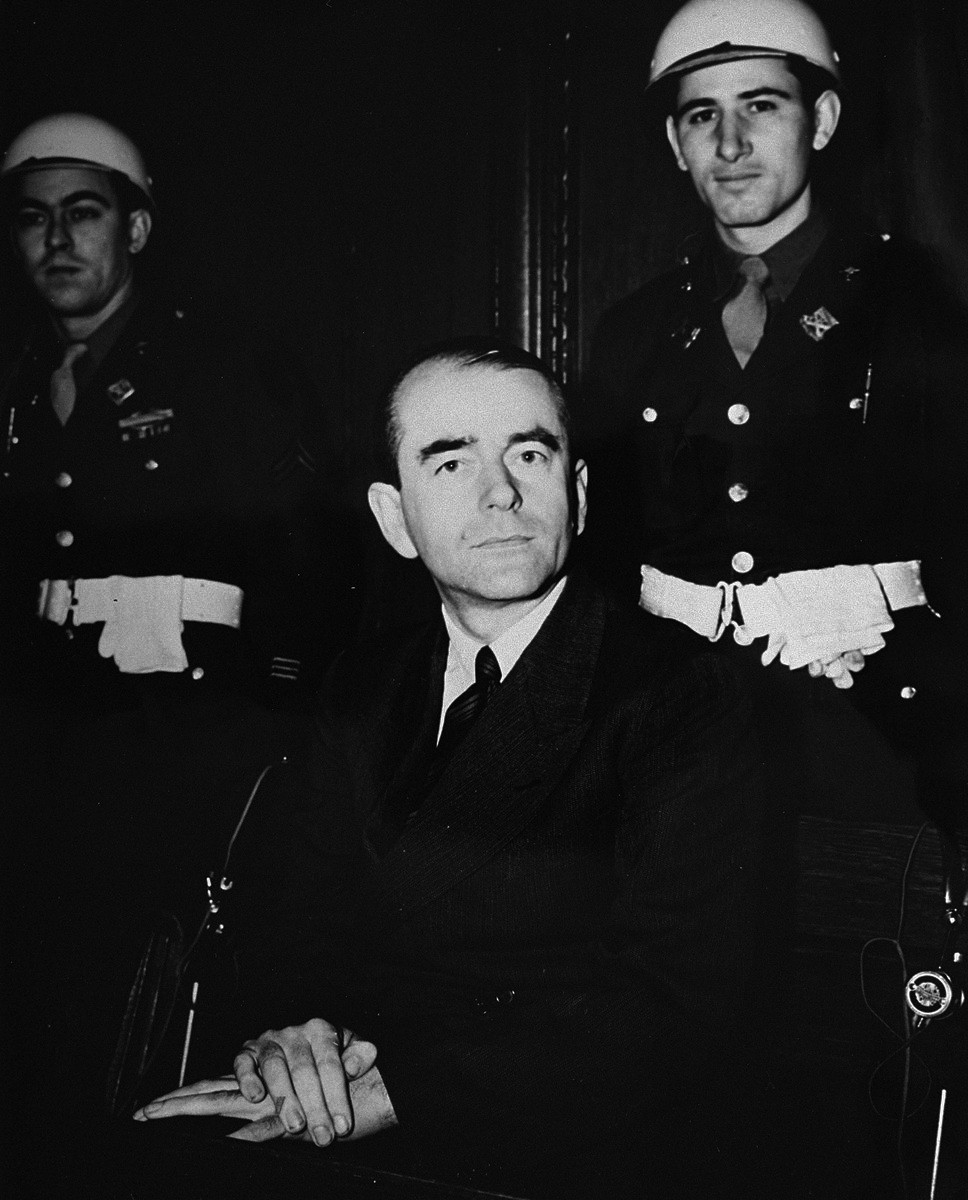
ニュルンベルク裁判の証言台に座るシュペーア

6月21日に検察側反対尋問が行われた。アメリカ検事ジャクソンのシュペーアへの追及は弱く、シュペーアを擁護しようとしているのが露骨に見てとれた。
ジャクソンはまず「貴方はSS隊員だったか？」と質問した。シュペーアは「いいえ、私はSS隊員ではありませんでした」と答えた。シュペーアがSS隊員になっていた事を証明する書類はいくらもあったが、ジャクソンは「貴方は入隊願書に記入したことがある、または誰かが代わりに記入したが、結局貴方は提出しなかったのではないかと私は思っているのだが」という尻すぼみでこの話題を終えた。
さらにジャクソンは「ヒトラーの周辺で彼に面と向かい、戦争に負けると言えた者は貴方以外にはいなかったというのは事実ですか？」、「貴方はドイツ国民が生活を立て直す機会を残したかった。そうですね？」「いっぽうヒトラーは自分が生き残れないならドイツが生き残ろうが生き残るまいが知ったことではないという立場をとった。そうですね？」、「貴方は自国の破滅に責任ある人々を除去するために色々な陰謀に加わったのですね？」などと擁護する質問を連発した。
ジャクソンはクルップ社での強制労働の惨状の証言を証拠書類としてあげたが、これも提出の前にジャクソン自ら「ただしこれから述べる状況の責任が貴方個人にあるというのではありません」と断っておく始末だった。また、ジャクソンは「暗殺計画の後、危険を冒してヒトラーに会いに行ったのは何故か」という質問もしたが、シュペーアが「臆病者のように逃げるのではなく、もう一度ヒトラーに立ち向かうのが私の義務だと思いました。」と回答すると、それをそのまま受け入れ、それ以上詳しく追及しなかった。
最後にジャクソンは「閣僚として、また、現代における指導者の一人として全体の政策には責任を負うが、施行された政策の詳細までは責任を負いかねる。こういえば貴方の立場を公正に述べたことになりますか？」と質問し、シュペーアは「はい。その通りです」と回答した。するとジャクソンは「これで私の反対尋問は終わったと考えます」と述べて反対尋問を終了させた。
ジャクソンはシュペーアにユダヤ人虐殺を知っていたかどうかもマウトハウゼン強制収容所の視察についても一切質問しなかった。ジャクソンはこれ以前からシュペーアを「被告席最上の男」と呼ぶなど彼に共感を寄せていたので、二人の間には密約があるのではと疑われた。そしてそれは事実だった。ジャクソンもシュペーア当人も後年に密約を結んでいたことを認めている。

#### ソ連検察の反対尋問
一方、ソ連検事補ラジンスキーは容赦なくシュペーアを攻め立てた。
ラジンスキーはシュペーアを侵略戦争の共同謀議罪に問おうと『我が闘争』（ラジンスキーはこれをソ連への侵略を想定したものだと主張していた）やヒトラーとの友人関係を追及する質問をしたが、その回答の中でシュペーアは「私は『我が闘争』を完全に通読したことがありません」「私はヒトラーと密接な接触をもっていましたし、ヒトラー個人の意見も耳にしました。この個人的意見という言葉からヒトラーがこの記録に示されているような種類の何らかの計画をもっていたと推測されては困ります。私は1939年にヒトラーがソビエトと不可侵条約を結んだ時、ことのほか安心しました。つまり貴国の外交関係者も『我が闘争』を読んでいたに違いないですが、にもかかわらず貴国は不可侵条約を結んだからです。」と述べてラジンスキーをやりこめた。
また、イギリス人の裁判長サー・ジェフリー・ローレンス(後の初代オークシー男爵、第3代トレヴェシン男爵)もしばしばシュペーアに味方し、ラジンスキーのシュペーア追及の動きを封じた。シュペーアもこの連合国内の不和を感じ取って、ソ連の検事に対してのみ、回答を拒否する高飛車な態度をしばしば取った。たとえばシュペーアがヒトラー側近数名を批判したと証言した時、ラジンスキーは「その数名とは誰か？」と聞いたが、シュペーアは「いや、貴方にはそれは申し上げられません」と回答した。ラジンスキーが「貴方がその人たちの名を言いたくないのは実際には誰も批判してないからだろう。違うか？」と追及してくると、シュペーアは「私は批判しました。しかしここでその人の名前を言うのは正しくないと考えるのです」と回答した。ラジンスキーは「シュペーアが質問に答えない場合、非常に多くの時間が無駄になる」と抗議したが、裁判長は「しかしラジンスキー検事。すでにその証言聴取の初めからこの被告は、戦争捕虜と労働者が自らの意思に反してドイツへ連れてこられたことを自分は知っていると認めています。このことを彼は否定していないのです」と述べてラジンスキーをたしなめた。
ソビエトに対してのみ頑固な態度をとるシュペーアの法廷戦術は概ね功を奏したといえる。反対尋問が終わった後のシュペーアは勝利を確信して上機嫌だったという。

#### 最終弁論
8月31日の最終弁論でシュペーアは次のように演説した。
「ヒトラーは歴史上どのように位置づけられるのでしょうか。この裁判が終わればドイツ国民は悲惨な状況を作り出した人間として彼を非難し、軽蔑するでしょう。独裁政治についてはどうでしょうか。ドイツ国民はこれまでの出来事によって独裁政治を憎むようになるだけではなく、それを恐れるようになるでしょう。ドイツ国民のように進歩的で教養があり洗練された国民がどうしてヒトラーの悪魔的な支配力に屈してしまったのでしょうか。それは現代の通信手段 ―ラジオ、電話、電信― のせいです。いまや指導者は遠隔地にいる部下に独自の判断を下させるための権限を与える必要がなくなったのです。現代の通信手段を使えばヒトラーのような指導者が、自分のいいなりになる集団を通じて自分で支配できるのです。ですから世界の科学技術が進歩すればするほど、個人の自由と人々の自治が不可欠になるのです」「今回の戦争は無線制御のロケット、音速に近づく航空機、標的を自動探知する潜水艦と魚雷、原子爆弾が現れ、科学戦の起こる恐れのある中で終わりを告げました。今度のような戦争が再び起これば、並みはずれたロケット弾が大陸間を飛び交う恐れがあります。10人ほどの要員によって発射されたロケット弾の核爆発でニューヨーク市にいる百万人を数秒で殺害することもできるようになるでしょう。新たに大規模戦争が起これば終戦時には人類の文明は全て滅んでいるかもしれません。ですから、この裁判は将来そのような戦争が起こらないようにするために貢献しなければならないのです。将来を信じる国民は決して滅びません。神よ。ドイツ国民と西洋文明を守りたまえ」。
傍聴席の人々はこの演説を感動しながら聞いていたという。

#### 判決
アメリカ首席検事ジャクソンは被告人の中に無罪判決に値する者がいるとすればシュペーアだと考えていた。アメリカ首席判事フランシス・ビドルは悩みつつも、はじめシュペーアの有罪・死刑を主張した。ソ連判事ニキチェンコがただちにこれに賛同した。あと一票で死刑に決まるところだったが、イギリス判事ローレンスとフランス判事ド・ヴァーブルが死刑に賛成しなかった。そして最終的にはビドルも死刑賛成を取り下げたのでシュペーアは死刑を免れることとなった。
全被告人に判決文が読み上げられたのは、1946年10月1日だった。この日シュペーアは打ちひしがれた表情で顔は吹き出物でいっぱいだったという。シュペーアの判決は第一訴因「侵略戦争の共同謀議」と第二訴因「平和に対する罪」について無罪としつつ、「シュペーアはザウケルに労働力の提供を要求した時、強制的に徴収された外国人労働者を使うことになるのを知っていた」「強制収容所の囚人を自分の支配する産業の労働力として使用した」として第三訴因「戦争犯罪」と第四訴因「人道に対する罪」で有罪とした。他方「シュペーア自身は奴隷労働計画の管理・執行における残虐行為には直接に関与していない。」「ザウケルに対する管理監督権を有していなかった。」「なお、シュペーアはヒトラーによる焦土作戦に反対し、相当の個人的危険をおかして抵抗した」というフォローも判決文に入れられた。これによって、500万人の外国人労働者を奴隷労働に使用した責任はザウケル一人に負わせることを示す物だった。
その後、個別に言い渡される量刑判決でシュペーアは懲役20年を言い渡された。死刑は免れたが、刑務所から出る頃にはすっかり老人になっている20年禁固刑というのは勝利と言えるのかシュペーアは疑問に感じざるを得なかったという。無罪になったパーペンやシャハトのように嘘と隠ぺいで自分の罪を否認する態度を取っていたほうがよい結果になっていたのではと感じたという。

### シュパンダウ刑務所

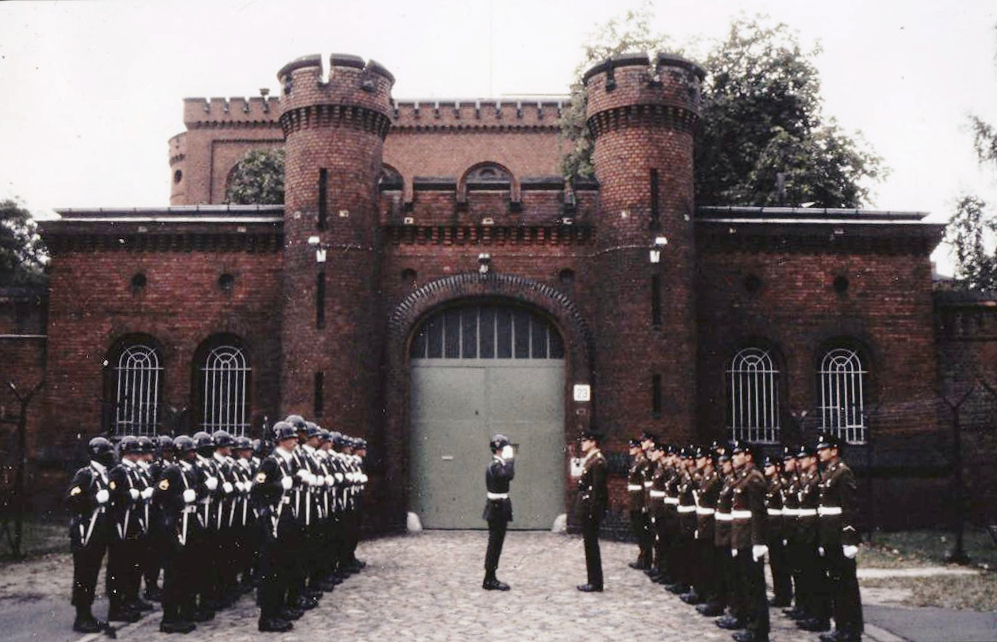
ニュルンベルク裁判で禁固刑を受けた戦犯が服役したシュパンダウ刑務所。シュペーアは1947年から1966年まで服役した。同刑務所は連合国4カ国が月ごとに交替で看守を出した。イギリスは1月・5月・9月、フランスは2月・6月・10月、ソ連は3月・7月・11月、アメリカは4月・8月・12月を担当した。

シュペーア含む禁固刑を受けた7人の戦犯たちはしばらくニュルンベルク刑務所で服役を続けていたが、1947年7月18日にDC-3機でベルリンへ移送され、護送車でイギリス占領地域シュパンダウ区にあるシュパンダウ刑務所に投獄された。シュペーアの囚人番号は5番だった。
刑務所内では手紙以外の執筆は認められておらず、回顧録の執筆も禁じられていたが、シュペーアは刑務所内で一章ずつこっそりと回顧録執筆を行い、オランダ人看護付添人(戦時中ドイツ軍捕虜収容所に入れられていたが、シュペーアのおかげでいい待遇を受けていた人物)を協力者にしてその原稿を刑務所外に持ち出してもらい、出版関係者に届けていた。出版社が彼の自伝を高額で買い取る交渉をしていたのは公然の事実だったという。ヘスと並ぶ読書家であり、刑務所内で約5000冊読んだという。
労作業では一生懸命働いた。また囚人の中で最も率直な人物で寡黙だったという。そのため模範囚と看做されていたシュペーアだったが、時々はっきりとした理由なく看守を罵りだして懲罰を受けることがあった。アメリカ管理官ユージン・バード大佐が何故そんな事をするのか聞いたところ、シュペーアは「たまにはこんな風にストレスを発散させないと私は発狂してしまいますよ。私はわざとこんなことをしているのであり、懲罰を受けることも先刻承知しています。正気でいるためにはこれしかないんですよ」と答えたという。
1966年10月1日午前0時をもってシーラッハとともに20年の刑期満了で釈放された。シーラッハは出獄の際にシュペーアに「ヘル・シュペール。過去のことは過去に、我々はこれからも連絡を取り合おう」と言って手を差しだした。シュペーアは「ああ、そうしよう」と答えて握手に応じたという。
シュペーアを迎えに来た車の中にはシュペーアの妻と弁護士フレックスナーが乗っており、シュペーアは妻と手を握り合った。そして車に乗りこむと門の前に集まるマスコミの中を通過して西ベルリン内のダーレムのホテルへ向かった。

### 釈放後
釈放翌日の1966年10月2日には国内外のマスメディアの前に姿を現し、ドイツ語・フランス語・英語の三か国語で「生きて出られてとても嬉しい」と述べた。しかし記者に質問の時間は与えず、すぐに記者会見を終えるとアメリカ機に乗って西ベルリンを離れてハノーファーへ向かい、さらにイギリス・チャーター機でシュトゥットガルトへ向かい、そこからバイエルンの家族のところへ帰っていった。
西ドイツ政府は「シュペーアとフォン・シーラッハの釈放については承知・確認しているが、政治的見解を政府が特別に表明しなければならない謂われはない。ただ我々は人道的見地から罹患囚人の拘留環境緩和ないし刑期未満了釈放に努めてきた」という声明を出した。西ドイツ雑誌『シュピーゲル』は「彼の社会への帰還は、ドイツ人が終戦以来、道徳・論理観の整理・展望もないままに懸命に試みてきた過去の清算過程において呼び覚まされた記憶の数々に一株のアイロニーを加えた。シュペーアは過去が現在であった時(ナチ党政権期)に、それを克服しようとした、まさに数少ないドイツ人の一人だからである。彼は第三帝国が崩壊する直前にヒトラーと決別していた」とシュペーアに好意的な論評を載せた。
1970年には誕生からニュルンベルク裁判までの半生を記録した回顧録『第三帝国の内幕』（英：Inside the Third Reich、独：Erinnerungen,もしくは Reminiscences、日本語版は品田豊治訳『ナチス狂気の内幕―シュペールの回想録―』〈後、改題して『第三帝国の神殿にて―ナチス軍需相の証言―』〉）を出版し、ベストセラーとなった。この本は多くのスタッフが関与し、2年間の編集期間を経て作成されたものであり、ナチ研究者であったヨアヒム・フェストも報酬を受け取った一人である。この本の内容は非常に鮮明に、自分とヒトラーとの出会いからニュルンベルク裁判までがこと細かに書かれている。ヒトラーに熱狂する人々や党内部の抗争、終戦間近になってからのゲーリングの異様な行動、ボルマンの心情、ヒムラーの言動、ライの異様なまでの野心、正気を失っていくヒトラーとそれを共に滅びていくゲッベルスなど、生々しくも忠実に描写されている。また、ニュルンベルク裁判でのデーニッツやヘス等被告人の様子も非常に詳しく描かれている。同書は数少ない、ヒトラーの側近が見たナチスの内幕を描いた貴重な証言として知られていた。しかし、ホロコーストを始めとするナチス犯罪については殆ど触れられておらず、軍需大臣時代の『装甲の奇跡』についても、技術革新や合理化について述べるばかりで、それを支えた多くの強制労働者については触れられていないものだった。6年後には『Spandau Diaries（シュパンダウ日記）』を発刊している。
1979年には美術品を匿名で密かにオークションで売却し、巨額の現金を手に入れた。これは戦時中にユダヤ人から略奪され、終戦直前に友人に渡して隠匿していたものと見られている。
1981年、イギリスの愛人宅において心臓発作で倒れ、ロンドンのセント・メリー病院で死亡した。BBCに出演するために渡英していた際の死亡とされ、現在ではハイデルベルクのベルクフリートホーフに夫婦そろって埋葬されている。

## 人物

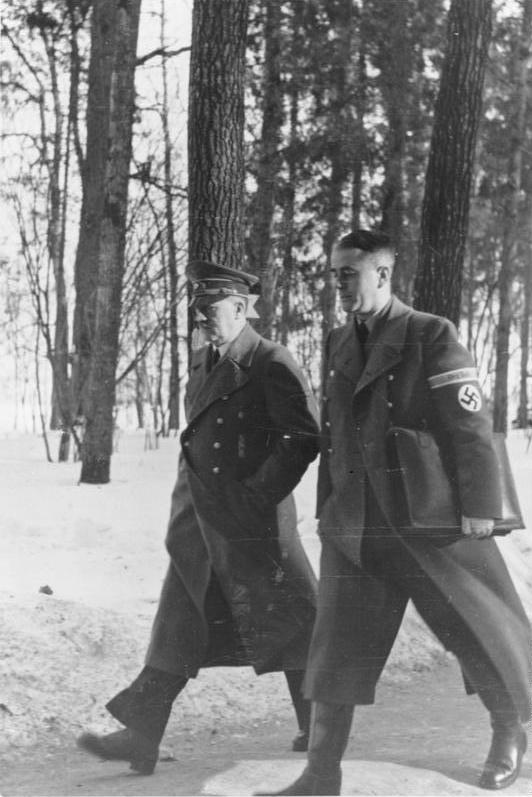
ヒトラーとシュペーア。1942年3月23日

- ニュルンベルク刑務所付心理分析官グスタフ・ギルバート大尉が、開廷前に被告人全員に対して行ったウェクスラー・ベルビュー成人知能検査によると、シュペーアの知能指数は128であった[127]。ギルバートはナチスの罪を認めたシュペーアはナチスの罪を認めないゲーリングより知的と思っていたので、シュペーアがゲーリング(IQ138)よりだいぶIQが低いことに衝撃を受けたという[128]。

- 彼自身が後年に述べたところによると時々主人ヒトラーの邪悪さを垣間見ることはあったが、大勢の人に命令したり、何十億マルクもの金を意のままに使える権力を与えられて夢中になり、それを可能にしてくれたヒトラーに逆らう気など起きなかったという[129]。1953年には戦後ヒトラー批判に転向した理由について「ベルリン改造プロジェクトは私の生きがいだった。すでに述べたように私はそれを忘れることができない。今日私がヒトラーを拒絶する深層を探れば、彼が明らかにしたあらゆる残虐性と並んで、私の失望も少し含まれている。彼は政治の権力ゲームから戦争に走り、生涯をかけた私の計画をぶち壊したという失望が」と述べている[130]。

- いささか訛りがきついものの、流暢な英語を話すことができた[81]。

## 評価

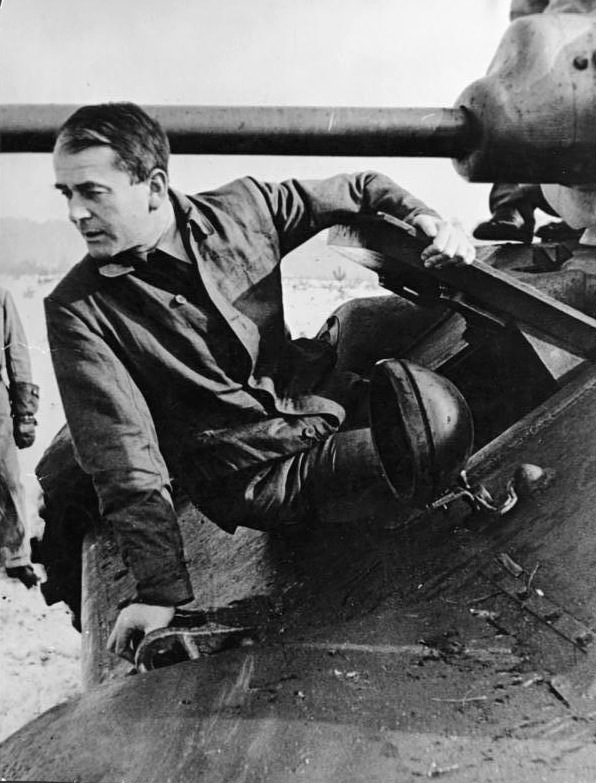
ソ連軍から鹵獲したT-34に乗り込むシュペーア。1943年6月

### 「善きナチス」と実像
シュペーアはニュルンベルク裁判の被告の中で唯一人、自己の戦争犯罪を認めた。また、釈放された後も積極的にマスコミ等でドイツの犯罪を批判し続けた。しかしその一方でユダヤ人虐殺については知らなかったとしたが、「知ろうとすれば知ることはできたであろう」（Wenn man hätte wissen wollen, hätte man wissen können）と表現している。シュペーアは自らを「非政治的なテクノクラート」であると表現し、「善きナチス」であるというイメージを広めていた。またシュペーアに直接インタビューしたヨアヒム・フェストのような歴史家も、シュペーアの言動から影響を受けている。こうした「善きナチス」シュペーアの物語は、ドイツ国民に広く受け入れられていた。
しかしシュペーアが友人ルドルフ・ヴォルタースに宛てた手紙とヴォルタースの日記（Chronik文書）と戦後、彼がマスメディアに向かって発信した言葉を比較検討した場合、戦前と戦後では明らかな違いがある。また、アウシュヴィッツ強制収容所の拡張計画設計においては詳細な内容（死体置き場の数、死体焼却所の数等、それら建設に伴う積算書）を記した計画設計書に、彼の部下が現地調査を実施し、その報告を元に、拡張計画書と設計図に彼が目を通し、それに許可を与えたことが判明しており、その施設の目的も承知していたと見られている。
シュペーアの言論やそれに影響された研究に対する批判は1980年代から起こっていたが、2005年にはドイツでドラマ『ヒトラーの建築家 アルベルト・シュペーア』が公開され、シュペーアを批判的に見る研究も2010年代から多くなった。2017年には戦後におけるシュペーアの言動と、それを受け入れたドイツ人について展示する「連邦共和国のアルベルト・シュペーア」という企画展が全国党大会広場文書センターで開催されている。

## 家族
シュペーアは、妻マルガレーテ（1905年 - 1987年）との間に二男二女をもうけた。長女のヒルデ（1936年生まれ）は緑の党の政治家となった。長男で同姓同名のアルベルト（1934年生まれ）は、フランクフルトでドイツ有数の建築設計事務所アルベルト・シュペーア&パートナー（Albert Speer & Partner）を設立して父と同じ建築家として成功しており、とりわけ中華人民共和国の2008年北京オリンピックのマスタープランを担当した際は世界首都ゲルマニア構想での父親の都市計画との類似性からドイツ国内外で物議を醸した。次女のマルガレーテ（1938年生まれ）は写真家となった。そして、次男のアルノルトは医師となった。

## 語録

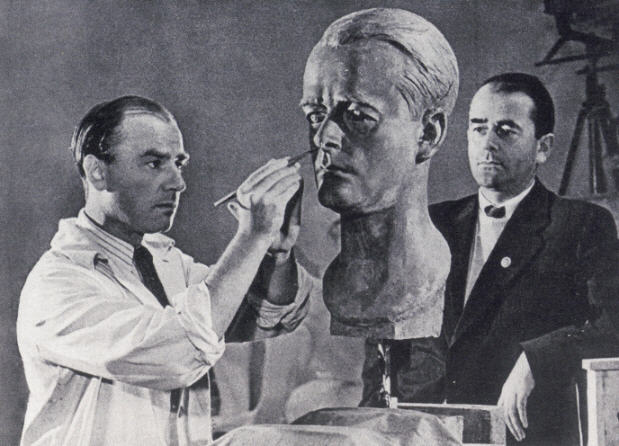
シュペーアの彫像を制作するアルノ・ブレーカー

### シュペーア本人の発言
- 「優れた専門知識を備えた指導者が、政治的意思の証として、数千年を経てなおも、その偉大な時代を証言する石造建築を生みだすのは、歴史上これが最初で最後となろう」（1934年）[135]
- 「総統は期待なさっている。前線の兵士のために新しい武器を鍛えることが必要ならば、故国はいかなる犠牲もいとわない事を。我々は前線の兵士に誓う。我々の義務を引き続き遂行するだけではなく、最善を尽くして業績を上げ、休むことなく毎月生産力を向上させる事を」（1943年）[136]
- 「まずカイテル、つぎにフランク、そして今度はシーラッハが、自分の罪を認め、ナチ党政権を批判したことで、ゲーリングの唱えた共同戦線が崩壊していってるんですから喜ばしい事です。私とシーラッハは親友になりましてね。お互いに「きみ（ドゥー）」で呼びあっていますよ」（1946年5月23日、ギルバートに）[137]。
- 「最近、弁護士から極刑につながるような戦争犯罪の告白は止めた方がいいという説得を受けました。しかし私は終身刑をせしめるために、真実を隠して、一生自己嫌悪に陥るつもりはありませんよ」（1946年6月、ギルバートに）[138]。
- 「もし私が何もかも知っていたならば、私は別の行動を取っただろうか。私は何百万回もこの事を自問した。私が自分に出した答えはいつも同じだった。私はそれでもなお、この男が戦争に勝つように、なんとかして協力しただろう」（1979年）[130]

### 人物評
- 「私が愛していると、シュペーアに伝えてくれ」（1944年春、アドルフ・ヒトラー。エアハルト・ミルヒ空軍元帥に語った言葉）[139]
- 「シュペーアに関しては、彼が必ずしも我々古参の国民社会主義の血統ではない事を忘れてはならない。彼は何と言っても天性の技術者で、政治の事は常にほとんど気にかけてはいなかった。したがって彼はまた、このような危機にあっては、生粋のナチよりも、いくらか抵抗力に欠ける」（1944年、ヨーゼフ・ゲッベルス）[139]
- 「シュペーアは己の無罪を主張したいがために、あんな愚劣なことをしゃべった。あいつは昔から今に至るまで裏切り者なのだ」（ニュルンベルク裁判で拘禁中、ヘルマン・ゲーリング。ブロス弁護士に語った言葉）[140]
- 「フリッツ・トート博士は、以前から私にシュペーアは陰険な嘘つきだと私に警告していた。その頃の私は同じ意見ではなかったが、今になってトート博士の意見の正しさが判明した」（ゲーリング。同上）[140]

## 文献
著者氏名は、刊行当時の表記。
- アルバート・シュペール 『ナチス狂気の内幕—シュペールの回想録』 品田豊治訳、読売新聞社 1970年
回顧録。原題は、Erinnerungen von Albert Speer
- アルベルト・シュペーア 『第三帝国の神殿にて—ナチス軍需相の証言』 品田豊治訳 - ※上記を改題
中央公論新社〈中公文庫〉BIBLIO20世紀（上・下）、2001年7月-8月
  - 改題改版『ナチス軍需相の証言—シュペーア回想録』 中公文庫（上・下）、2020年5月。解説田野大輔。ISBN 978-4-12-206888-9／ISBN 978-4-12-206889-6
- H.R.トレヴァ=ローパー『ヒトラー最期の日』 橋本福夫訳、筑摩書房［筑摩叢書］、1975年
※ヒトラー研究の古典。著者はヒトラー政権幹部の中でシュペーアを高く評価し、その評価に多くの頁を割いている。
- 三宅理一「神話の終焉—アルバート・シュペアーと1930年代建築」新建築、1982年1月号、シュペーア自身へのインタビュー「なぜ、古典的造形を追い求めるのか」を掲載。
- レオン・ゴールデンソーン 『ニュルンベルク・インタビュー 上』、ロバート・ジェラトリー 編 
小林等・高橋早苗・浅岡政子 訳、河出書房新社、2005年。ISBN 4-309-22440-7
※上巻「第1部 被告」に「軍需相 アルベルト・シュペーア」のインタビューを収録。
- グイド・クノップ『ヒトラーの共犯者　12人の側近たち』 高木玲訳、原書房 2001年
※上巻 第5章は「建築家―アルベルト・シュペーア」
- マーティン・キッチン（英語版）『シュペーア　ヒトラーの建築家（英語版）』 若林美佐知訳、白水社 2024年。ISBN 4-560-09285-0
伝記、原題は、Martin Kitchen, Speer: Hitler's Architect, Description & Contents, 2015.
- 東秀紀 『ヒトラーの建築家』日本放送出版協会、2000年。※評伝小説、谷口吉郎も登場。
- アルベルト・シュペーア Spandauer Tagebücher, Propyläen, 1975. ISBN 3-549-17316-4。別の回顧録
- Arndt Verlag 編 Hitlers Neue Reichskanzlei, Haus des Deutschen Reiches 1938-1945, Kiel, 2002. ISBN 3-88741-051-3
※アルベルト・シュペーアの設計による新総統官邸の写真集。
- ルドルフ・ヴォルタース（英語版）の手紙と日記(1941－1981)――所謂、Chronik文書。シュペーアの友人であり、ナチスの中堅幹部でもあったヴォルタースがシュペーアに宛てた手紙と、彼の事を特に記録した日記。シュペーアを研究する上では一級史料となっている。

## メディア

### シュペーアを演じた俳優
- ハーバート・ナップ - 『ニュルンベルク軍事裁判』DVD発売名「ヒトラー第三帝国最後の審判 ニュールンベルグ軍事裁判」（2000年）
- ハイノ・フェルヒ - 『ヒトラー 〜最期の12日間〜』（2004年）
- シュテファン・クルト - 『わが教え子、ヒトラー』（2007年）

### ドキュメンタリー
- 『ヒトラーの建築家 アルベルト・シュペーア』　ハインリッヒ・ブレロアー監督　; ハインリッヒ・ブレロアー, ホルスト・クーニグスタイン脚本 ; ゲモット・ロール撮影監督 ; ハンス・ピーター・ストローアー音楽 ; ティロ・クライン, ミカエル・ヒルド製作

再現ドラマシーンを交えたシリーズ伝記作品　DVD-BOX5枚組の構成は、
- 「ドキュメンタリー　本当に彼は知らなかったのか?～20年後のシュペーア～」
  - 「シュパンダウ刑務所 　牢獄のシュペーア」
  - 「ニュルンベルク裁判 　友情の崩壊」
  - 「戦争の記憶 　ベルリン改造計画」
  - 「特典メイキング　製作の裏側」
    - 製作会社 - ババリア・フィルム、(共同制作 - WDR, NDR, BR, ORF)
    - 発売－日本版DVD-BOX,ハピネット・ピクチャーズ 2005年12月23日発売 BIBF-9170
- 『アルベルト・シュペーア　ヒトラーと6人の側近たち』（6部構成の内、最終回）（ZDF製作、NHKソフトウェア）
  - ビデオ、1996年　のちDVDで再版　NHK海外ドキュメンタリーで放映された。